# Louise av Sverige
Louise av Sverige (ursprungligen Lovisa Josefina Eugenia), född 31 oktober 1851 i Stockholm, död 20 mars 1926 i Köpenhamn, var en svensk och norsk prinsessa, kronprinsessa och drottning av Danmark. Hon var dotter till kung Karl XV av Sverige och Norge och drottning Lovisa och gift med den danske kungen Fredrik VIII från 1869 till hans död 1912.
Lovisa var kungaparets enda överlevande barn. Även om hennes far vid upprepade tillfällen försökte att förändra paragrafen i den då gällande tronföljdsordningen var Lovisa inte arvsberättigad till tronen på grund av sitt kön. 1869 gifte hon sig med dåvarande kronprins Fredrik av Danmark. Louise kom att ha det svårt under sin långa tid som dansk kronprinsessa. Hon skulle komma att bli populär bland den danska allmänheten, men impopulär vid det danska hovet och kungahuset. Louise ska också ha plågats av Fredriks privata livsstil och otrohet. Hon beskrivs som en "god husmor av borgerlig typ" och ska ha varit sträng men omsorgsfull. Familjen levde ett tillbakadraget liv och hade tack vare arvet efter hennes morföräldrar mycket god ekonomi.
Louise blev slutligen drottning 1906, men hennes period som drottning varade i bara sex år. Hon ska ha hållit sig väl underrättad och politiskt uppdaterad, men ska aldrig ha gjort några ingripanden i politiken. Louise upprätthöll även som drottning sin popularitet bland allmänheten för sitt filantropiska engagemang. Efter Fredriks död fortsatte hon att ägna sig åt sina intressen inom välgörenhet och missionsverksamhet.
Hon var mor till kung Kristian X av Danmark och kung Håkon VII av Norge.

## Biografi

### Prinsessa

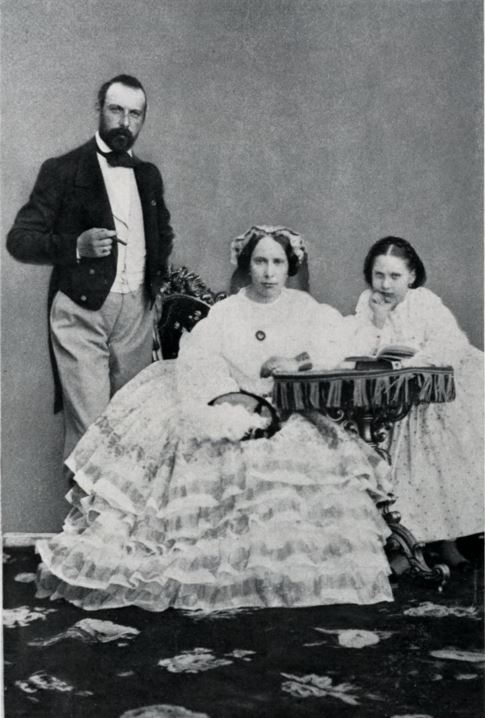
Prinsessan Lovisa med sina föräldrar (odaterad).

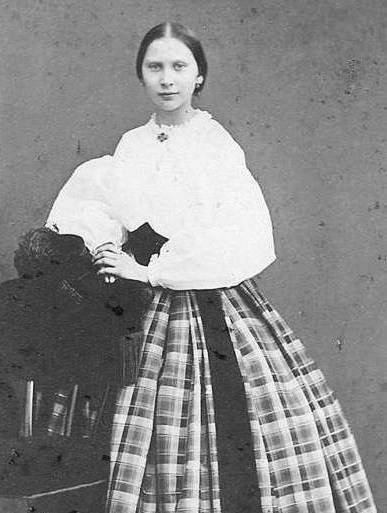
Prinsessan Lovisa.

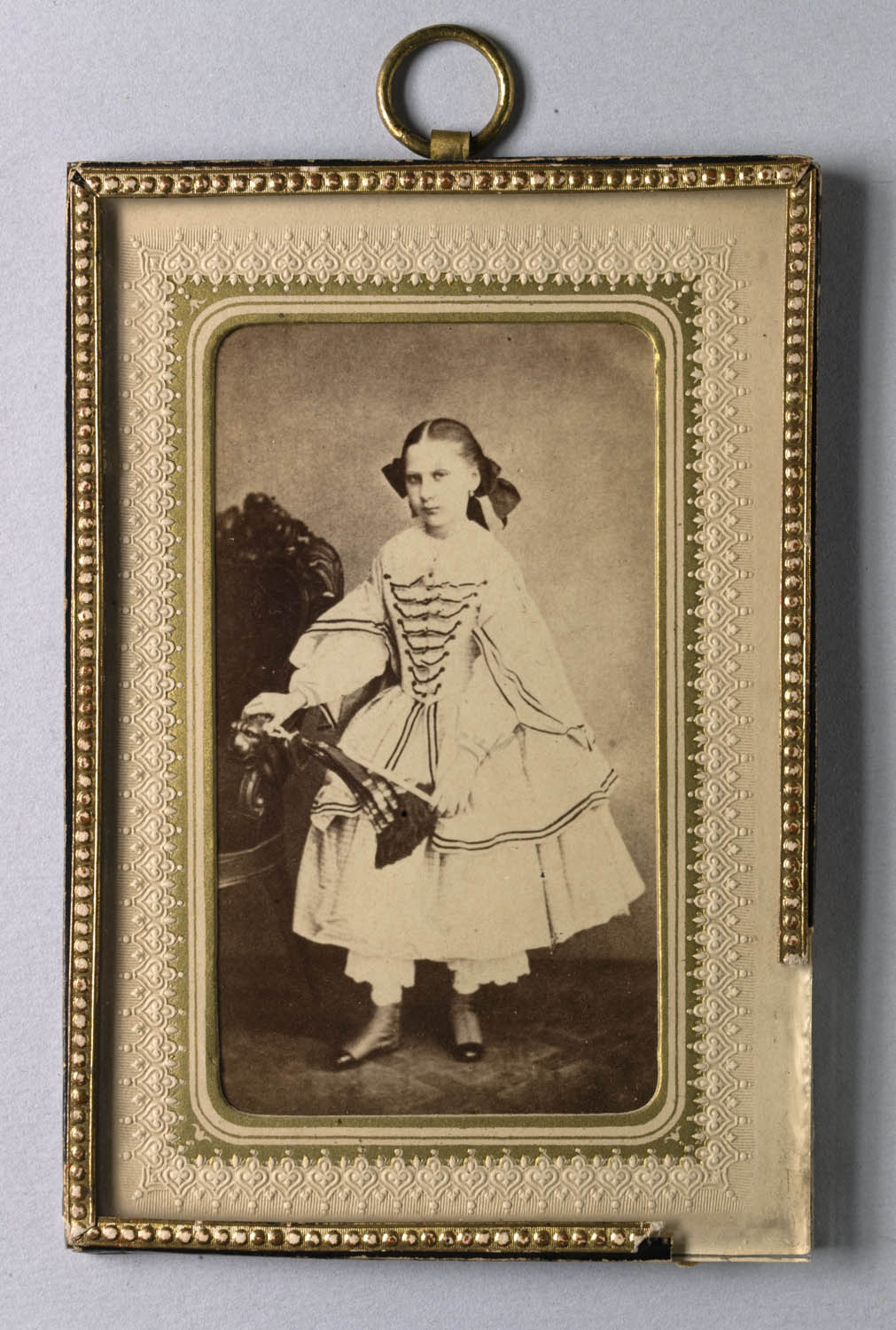
Porträtt av prinsessan Lovisa vid 10 års ålder, ca 1861. Nordiska museet.

Prinsessan Lovisa föddes på Stockholms slott 31 oktober 1851. Hon var det äldsta och enda överlevande barnet till dåvarande kronprins Karl och kronprinsessan Lovisa. Året därpå föddes Lovisas bror, den efterlängtade tronföljaren prins Carl Oscar. Den lille prinsen dog dock 1854, och Lovisa blev ensambarn vid tre års ålder. Därefter stod det klart att modern på grund av en skada hon ådragit sig i samband med förlossningen inte kunde få fler barn. Modern ska ha erbjudit kronprins Karl skilsmässa, vilket han dock tackade nej till. Lovisa förblev alltså kungaparets enda barn.
Hennes far blev kung vid Oscar I:s död 1859, då Lovisa var sju år gammal. På grund av den då gällande tronföljdsordningen var Lovisa inte arvsberättigad till tronen på grund av sitt kön. Hennes far, Karl XV, försökte vid upprepade tillfällen att förändra paragrafen i grundlagen för att göra det möjligt för Lovisa att bli tronarvinge, dock utan framgång. Eftersom hans bror arvprins Oscar från 1858 fick flera söner, ansågs det inte nödvändigt.
Lovisa var som kungaparets enda barn mycket omhuldad av sina föräldrar. Hon skall ha liknat sin far till sättet och sin mor till sitt utseende samt beskrivs som livlig och gladlynt. Under sin tid i Sverige var hon allmänt kallad "Sessan", ett smeknamn för "Prinsessan".
Under hennes fars regeringstid anordnades ofta barnbal för Sessan på slottet i Stockholm, som då var höjdpunkten bland alla societetens barnbaler och till vilka hennes kusiner, prins Oscars söner, ofta inbjöds.
Sessan tog 1862 gemensamt med sin mor lektioner i simning hos pionjären för simning för kvinnor, Nancy Edberg, vilket fick till följd att acceptansen för kvinnor att lära sig att simma ökade. Hilda Elfving var hennes lärare mellan 1857 och 1860. Hon hade även en tid en engelsk guvernant, "Miss Brown". 
Hon konfirmerades på pingstaftonen 1868 i det nybyggda slottskapellet invid Ulriksdal slott.

### Förlovning och äktenskap

Miniatyrbild av Lovisa som prinsessa, målad av Amalia Lindegren.

Frågan om prinsessan Lovisas framtida äktenskap blev tidigt föremål för spekulation. Den mest populära äktenskapskandidaten var den danske kronprinsen Fredrik, som var den äldste sonen till kung Kristian IX och drottning Louise av Danmark. Ett sådant äktenskap ansågs önskvärt av flera skäl. Mellan de danska och svenska kungahusen fanns av olika skäl inte mycket sympati. Efter den danske kungen Fredrik VII:s död i november 1863 fanns det personer som ville att antingen Karl XV eller prins Oscar skulle sitta på den danska tronen. Detta blev dock inte fallet utan Kristian IX blev Danmarks kung. Det dansk-tyska kriget 1864 innebar ett grundskott mot den politiska skandinavismen då Sverige-Norge inte hade velat stödja Danmark militärt, trots den svenske kung Karl XV:s inledande löfte om sådant stöd. Efter 1864 började man i båda kungahusen diskutera en symbolisk försoning mellan de båda länderna genom att arrangera ett äktenskap mellan prinsessan Lovisa och kronprins Fredrik.

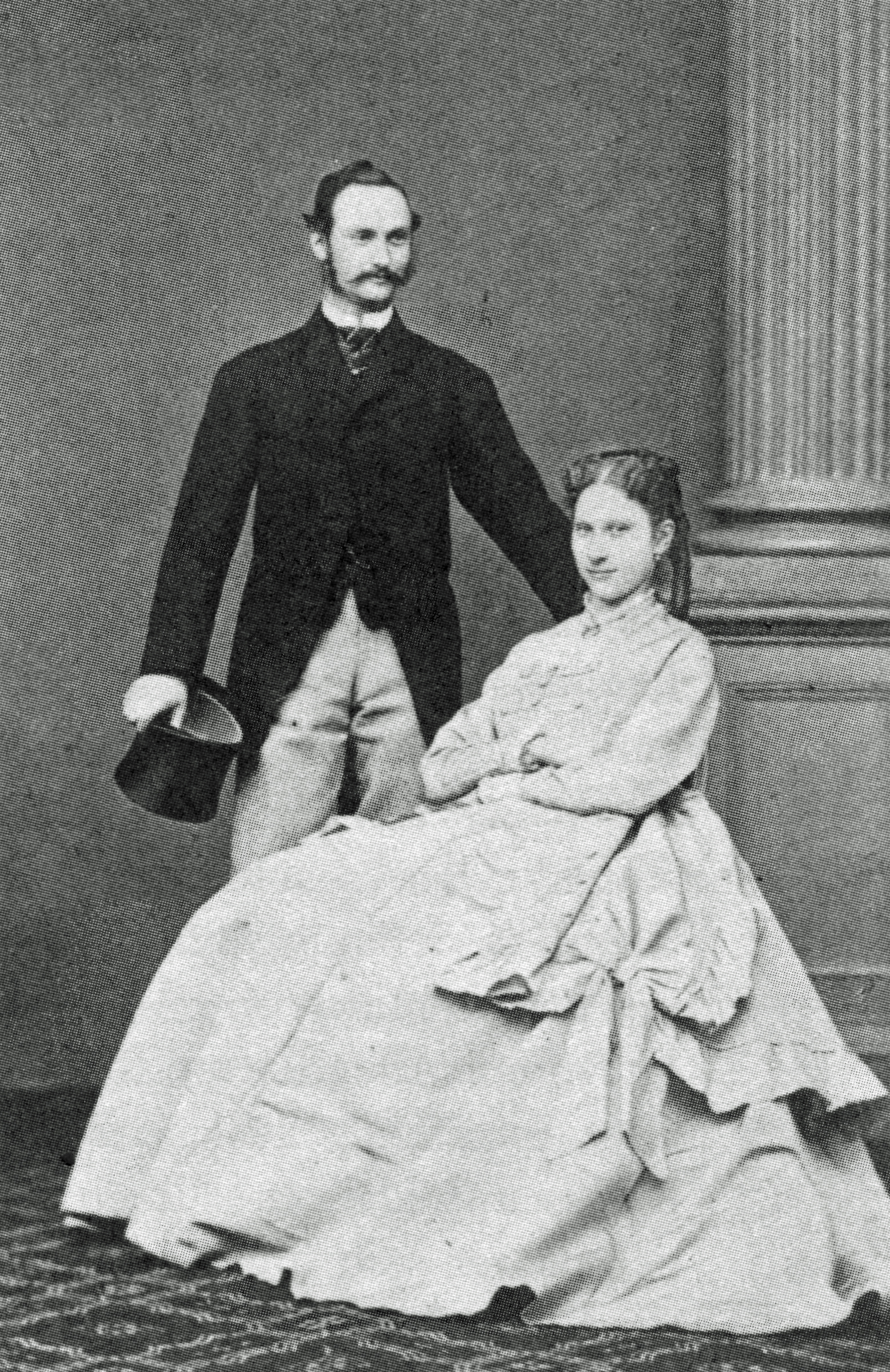
Kronprins Fredrik och Prinsessan Lovisa.

Ändå hade båda parter reservationer. Karl XV var kritisk mot Kristian IX:s anlag och kunskaper för att passa som kung, men han var ändå angelägen att hans dotter Louise skulle bli bortgift med den danske kronprinsen Fredrik. Även den danska kungafamiljen hade vissa reservationer mot alliansen. Prinsessan Lovisa var ingen skönhet, och hennes blivande svärmor, drottning Louise, fruktade att hennes personlighet inte passade in i den danska kungafamiljen. Å andra sidan var Lovisa rik i kontrast till den danska kungafamiljen, och familjen var medveten om att Louise skulle vara ett populärt val i Danmark då det främsta alternativet var någon tysk prinsessa.
Paret hade träffats första gången 1862, då prinsessan var elva och prinsen nitton år. Lovisa hade dock fått löfte av Karl XV att själv få fatta sitt beslut i denna fråga. På våren 1868 blev kronprinsen därför inbjuden till Bäckaskogs slott av Karl XV. Eftersom Karls löfte till Lovisa innebar att det var hon som skulle få avgöra saken, hade ingen av gästerna blivit underrättade om orsaken till att de inbjudits till Bäckaskog i fall Lovisa skulle tacka nej, och varken farbror Oscar eller hans maka Sofia kände därför till varför de ha de bjudits dit, och från den danska kungahuset var endast kungen närvarande förutom Fredrik. Besöket inleddes den 14 juli och kronprinsen blev genast förtjust i prinsessan. Även Lovisa ska ha varit nöjd och lycklig i sin bedömning av Fredrik.  Redan den 15 juli var förlovningen avgjord, och Karl XV meddelade den vid frukosten på Bäckaskog. Förlovningen hade gått så snabbt att ett par officerare hastigt tvingades beställa ett par ringar åt paret i Kristianstad. Under förlovningstiden vintern 1868–1869 undervisades Lovisa av Lorentz Dietrichson i dansk litteratur, kultur och historia. Hon fick också lära sig tala danska. Den 28 juli 1869 stod bröllopet i kapellet på Stockholms slott, där makarna vigdes av ärkebiskopen av Uppsala Henrik Reuterdahl. Äktenskapet välkomnades i alla tre nordiska riken som en symbol för den nya skandinavismen. Lovisa var den första svenska prinsessan som gifte sig in i det danska kungahuset sedan Ingeborg Magnusdotter gifte sig med kung Erik Menved 1296. Prinsessan Lovisas bröllop var också första gången en svensk kungadotter giftes bort sedan prinsessan Ulrika Eleonoras bröllop med Fredrik I av Hessen-Kassel 1715, och Lovisa var därmed den första prinsessan av huset Bernadotte som gifte sig.

### Kronprinsessa

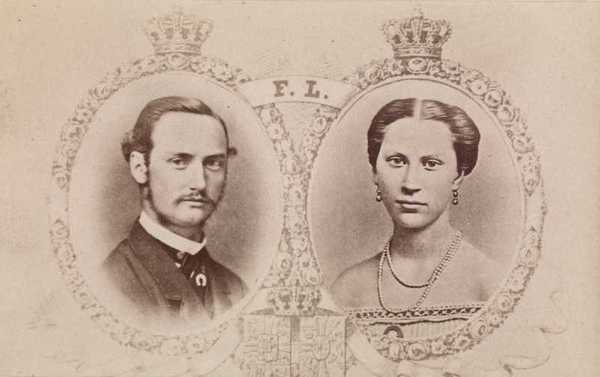
Kronprins Fredrik och Kronprinsessan Louise.

Den 10 augusti 1869 gjorde de nygifta entrén i Köpenhamn, där de fick ett varmt välkomnande. I Danmark blev Lovisa kallad Louise. Hon tog med sig en stor hemgift och med Louises inträde i den danska kungafamiljen kom en hel del magnifika smycken. Vid ankomsten till Köpenhamn 1869 kunde hennes smycken fylla ett biljardbord.

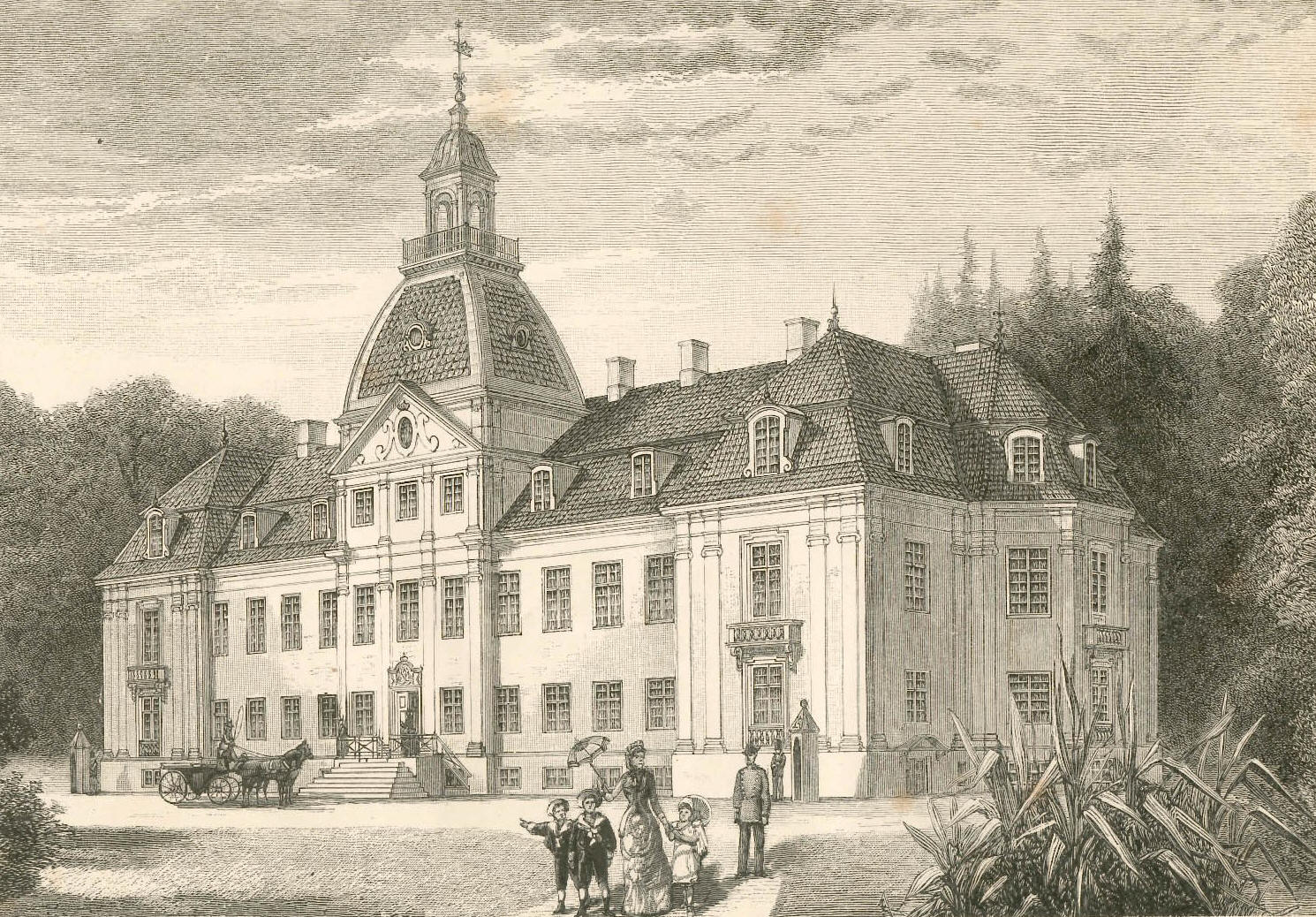
Charlottenlunds slott på 1890-talet.

Kronprinsparet tilldelades Frederik VIII:s palats på slottsanläggningen Amalienborg, danska kungafamiljens huvudresidens i stadsdelen Frederiksstaden i centrala Köpenhamn, som bostad. Som sommarresidens tilldelades de även Charlottenlunds slott, beläget vid stranden av Öresund 10 kilometer norr om Köpenhamn. Här hade de en fristad långt borta från hovlivet på Amalienborg och här föddes flera av deras barn. Fredrik och Louise fick åtta barn, födda mellan 1870 och 1890: prins Kristian (senare kung Kristian X), prins Carl (senare kung Haakon VII av Norge), prinsessan Louise, prins Harald, prinsessan Ingeborg, prinsessan Thyra, prins Gustav och prinsessan Dagmar. På grund av de många barnen byggdes Charlottenlunds slott om för att rymma den stora familjen och 1880–1881 utökades slottet med kupol och sidoflygel.

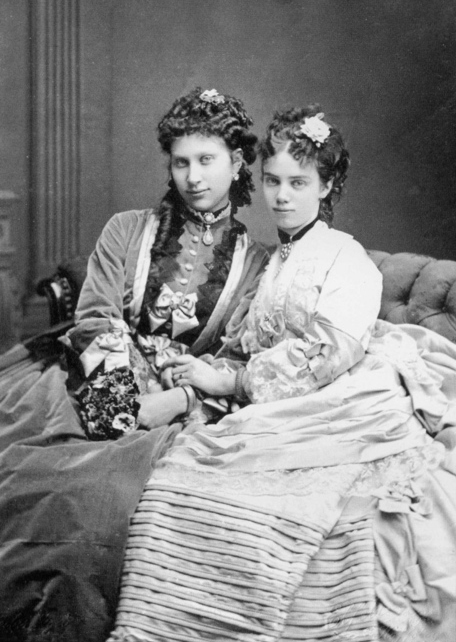
Kronprinsessan Louise med sin svägerska, prinsessan Thyra.

Louise kom att ha det svårt under sin långa tid som dansk kronprinsessa, trots att hon skulle komma att bli populär bland den danska allmänheten. Hon beskrivs som intelligent och ska ha haft lätt för att uppträda folkligt och obesvärat i officiella sammanhang, där hon beskrivs som reslig och imponerande. I gengäld var hon impopulär vid det danska hovet och kungahuset. Enligt Friis (1963) fick äktenskapet inte till följd något särskilt närmande mellan kungahusen. Prinsessan Louise var bara 17 år då hon gifte sig och hennes svärmor, drottning Louise, hade ett dominerande inflytande i kungafamiljen. Hennes svägerskor Alexandra och Dagmar brydde sig inte om henne och var inte förtjusta i henne. Kronprinsen var alltför timid för att vara ett stöd för sin hustru. Det är bara med sin yngsta svägerska, prinsessan Thyra, som hon har en bra relation. Hennes personlighet och sätt passade inte in vid det danska hovet, där hennes käcka rättframhet ska ha framkallat bestörtning. Då svärmodern vid ett tillfälle befallde henne att ändra frisyr, hade hon med den jargong hon hade haft i Sverige svarat: "Ta det med ro, Pedersen", något som gjorde svärmodern så arg att hon bad kronprinsparet att lämna landet på tre månader. Louise beskrev för Fritz von Dardel hur hennes svärmor inte kunde tåla någon rivalitet i officiella sammanhang och försökte skjuta undan henne också där hon som kronprinsessa förväntades närvara: svärmodern hade till exempel vid ett tillfälle förbjudit Uppsalastudenterna att ge en serenad för Louise. Då Dardel frågade efter skälet svarade Louise: "Naturligtvis av avundsjuka"
Louise ska ha gett sina barn en uppfostran präglad av religion och pliktkänsla, och beskrivs som särskilt nära sin äldste son, Christian X av Danmark. Hon beskrivs som en "god husmor av borgerlig typ" och ska ha varit sträng men omsorgsfull. Familjen levde ett tillbakadraget liv och hade tack vare arvet efter hennes morföräldrar mycket god ekonomi. Det var länge en offentlig hemlighet att hon ville få en av sina döttrar gift med någon ur det svenska kungahuset, och detta lyckades också genom att hennes dotter Ingeborg gifte sig med hennes kusin prins Carl 1897.
Under sin långa tid som dansk kronprinsessa grundade hon en rad välgörenhetsstiftelser och ägnade sig i övrigt åt handarbete och religion. Bland hennes välgörenhetsprojekt fanns hemmen «Bethania» och «Kronprinsesse L.s Asyl». Hon ansågs vara duktig inom läderarbete och måleri.
Paret tillbringade somrarna på slottet Charlottenlund vid Öresund, där de ofta utbytte besök med hennes farbror och faster Oscar och Sofia, som bodde på andra sidan sundet på Sofiero, något som beskrevs som en lättnad för Louise. Det ogillades dock av svärmodern, som krävde att bli ombedd om sitt tillstånd när Louise ville göra ett besök i Sverige. Louise ska också ha plågats av Fredriks privata livsstil och otrohet, som försämrade hans popularitet.

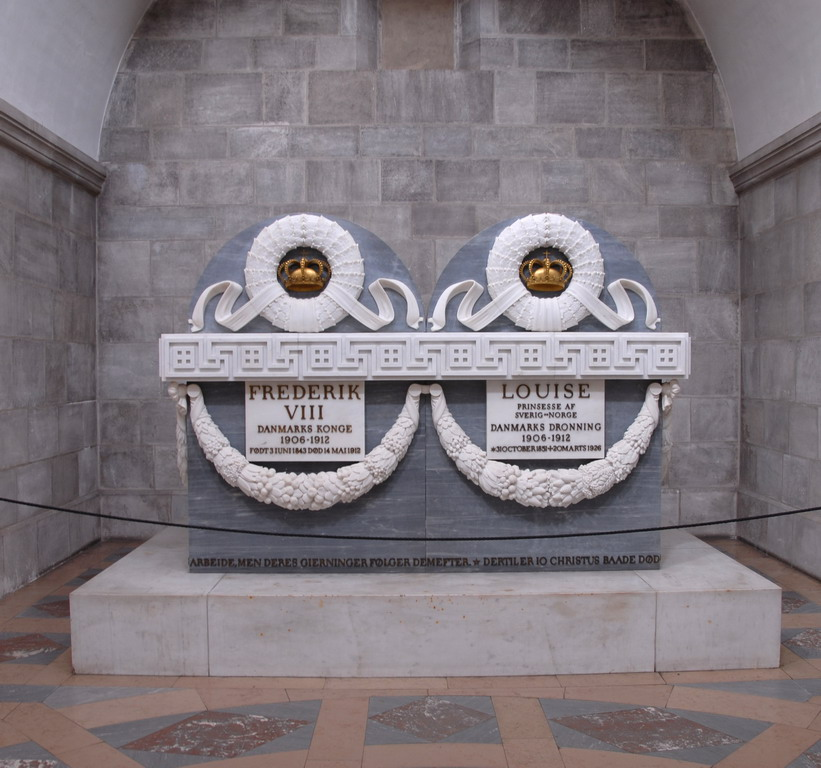
Louises och Frederiks grav i Roskilde domkyrka.

Louise och Fredrik besökte de första åren ofta Sverige. De närvarade båda vid hennes mors död i mars 1871. Vid moderns död tröstades hon av sin farbrors maka, Sofia, och de var framdeles mycket goda vänner: Sofia besökte Louise som privatperson i Danmark redan sommaren 1871. År 1875 välkomnade hon sin farbror och hans maka, Sveriges nya kungapar, på statsbesök till Danmark.  
Hon besökte 1879 sin faster Sofia i Stockholm för att söka äktenskapliga råd och beskrivs då som nedbruten. Sofia förmedlade vid det tillfället kontakt med predikanterna Lord Radstock och Gustaf Emanuel Beskow. Efter detta ska Louise ha intresserat sig allt mer för religion. Hon fick ett besök av Lord Radstock i Köpenhamn 1884, och ägnade sig därefter åt bibelstudier. Hon lärde sig grekiska och inledde en vänskapsrelation med den danska statsfrun Wanda Oxholm, som hon bjöd hem på bibelstunder och vars vänskap var viktig för henne. Hon beskrivs därefter som "en uppriktig kristen med anknytning till Inre Missionskretsar i Köpenhamn".

### Drottning och änkedrottning
Louise blev slutligen drottning 1906. Hennes period som drottning varade i bara sex år. Hon ska ha hållit sig väl underrättad och politiskt uppdaterad, men ska aldrig ha gjort några ingripanden i politiken. Louise upprätthöll även som drottning sin popularitet bland allmänheten för sitt filantropiska engagemang. Efter Fredriks död fortsatte hon att ägna sig åt sina intressen inom välgörenhet och missionsverksamhet. Hon var den sista som bar titeln änkedrottning i Danmark.

## Anfäder
|                   |  |  |  |  |  |  |  |                         |  |  |  |  |  |  |  |                          |  |  |  |  |  |  |  | Karl XIV Johan                  |
|                   |  |  |  |  |  |  |  |                         |  |  |  |  |  |  |  |                          |  |  |  |  |  |  |  |                                 |
|                   |  |  |  |  |  |  |  |                         |  |  |  |  |  |  |  | Oscar I                  |  |  |  |  |  |  |  |                                 |
|                   |  |  |  |  |  |  |  |                         |  |  |  |  |  |  |  |                          |  |  |  |  |  |  |  |                                 |
|                   |  |  |  |  |  |  |  |                         |  |  |  |  |  |  |  |                          |  |  |  |  |  |  |  | Drottning Desideria             |
|                   |  |  |  |  |  |  |  |                         |  |  |  |  |  |  |  |                          |  |  |  |  |  |  |  |                                 |
|                   |  |  |  |  |  |  |  | Karl XV                 |  |  |  |  |  |  |  |                          |  |  |  |  |  |  |  |                                 |
|                   |  |  |  |  |  |  |  |                         |  |  |  |  |  |  |  |                          |  |  |  |  |  |  |  |                                 |
|                   |  |  |  |  |  |  |  |                         |  |  |  |  |  |  |  |                          |  |  |  |  |  |  |  | Eugène de Beauharnais           |
|                   |  |  |  |  |  |  |  |                         |  |  |  |  |  |  |  |                          |  |  |  |  |  |  |  |                                 |
|                   |  |  |  |  |  |  |  |                         |  |  |  |  |  |  |  | Josefina av Leuchtenberg |  |  |  |  |  |  |  |                                 |
|                   |  |  |  |  |  |  |  |                         |  |  |  |  |  |  |  |                          |  |  |  |  |  |  |  |                                 |
|                   |  |  |  |  |  |  |  |                         |  |  |  |  |  |  |  |                          |  |  |  |  |  |  |  | Augusta av Bayern               |
|                   |  |  |  |  |  |  |  |                         |  |  |  |  |  |  |  |                          |  |  |  |  |  |  |  |                                 |
| Louise av Sverige |  |  |  |  |  |  |  |                         |  |  |  |  |  |  |  |                          |  |  |  |  |  |  |  |                                 |
|                   |  |  |  |  |  |  |  |                         |  |  |  |  |  |  |  |                          |  |  |  |  |  |  |  | Vilhelm I av Nederländerna      |
|                   |  |  |  |  |  |  |  |                         |  |  |  |  |  |  |  |                          |  |  |  |  |  |  |  |                                 |
|                   |  |  |  |  |  |  |  |                         |  |  |  |  |  |  |  | Fredrik av Nederländerna |  |  |  |  |  |  |  |                                 |
|                   |  |  |  |  |  |  |  |                         |  |  |  |  |  |  |  |                          |  |  |  |  |  |  |  |                                 |
|                   |  |  |  |  |  |  |  |                         |  |  |  |  |  |  |  |                          |  |  |  |  |  |  |  | Wilhelmine av Preussen          |
|                   |  |  |  |  |  |  |  |                         |  |  |  |  |  |  |  |                          |  |  |  |  |  |  |  |                                 |
|                   |  |  |  |  |  |  |  | Lovisa av Nederländerna |  |  |  |  |  |  |  |                          |  |  |  |  |  |  |  |                                 |
|                   |  |  |  |  |  |  |  |                         |  |  |  |  |  |  |  |                          |  |  |  |  |  |  |  |                                 |
|                   |  |  |  |  |  |  |  |                         |  |  |  |  |  |  |  |                          |  |  |  |  |  |  |  | Fredrik Vilhelm III av Preussen |
|                   |  |  |  |  |  |  |  |                         |  |  |  |  |  |  |  |                          |  |  |  |  |  |  |  |                                 |
|                   |  |  |  |  |  |  |  |                         |  |  |  |  |  |  |  | Luise av Preussen        |  |  |  |  |  |  |  |                                 |
|                   |  |  |  |  |  |  |  |                         |  |  |  |  |  |  |  |                          |  |  |  |  |  |  |  |                                 |
|                   |  |  |  |  |  |  |  |                         |  |  |  |  |  |  |  |                          |  |  |  |  |  |  |  | Louise av Mecklenburg-Strelitz  |
|                   |  |  |  |  |  |  |  |                         |  |  |  |  |  |  |  |                          |  |  |  |  |  |  |  |                                 |

## Barn
1. Kristian X (1870–1947), kung av Danmark 1912–1947, gift 1898 med Alexandrine av Mecklenburg-Schwerin (1879–1952)
2. Carl (1872–1957), kung av Norge 1905–1957 under namnet Håkon VII, gift 1896 med Maud av Storbritannien (1869–1938)
3. Louise (1875–1906), gift 1896 med Fredrik av Schaumburg-Lippe (1868–1945)
4. Harald (1876–1949), gift 1909 med Helene av Schleswig-Holstein (1888–1962)
5. Ingeborg (1878–1958), gift 1897 med Louises (moderns) kusin den svenske prinsen Carl (1861–1951), hertig av Västergötland
6. Thyra (1880–1945), ogift
7. Gustav (1887–1944), ogift
8. Dagmar (1890–1961), gift 1922 med Jørgen Castenskiold (1893–1978)